# Mariner (schip, 1962)
De Mariner was een onderzoeksvaartuig van Heerema. Het werd in 1962 gebouwd als het vrachtschip met ijsklasse 1A Kaisa Dan door Bijker's Aannemingsbedrijf voor J. Lauritzen. Het had de Raila Dan en de Sirpa Dan als zusterschepen.
In 1969 werd het verkocht aan Oost Atlantic Line en omgedoopt naar Marion, in 1970 aan Bror Hussell die het Mariana doopte.
In 1973 werd het als Mariana III overgenomen en werd het in 1974 omgebouwd bij Havenbedrijf Vlaardingen-Oost naar onderzoeksvaartuig, daarmee het derde na de Explorer en de Surveyor.
In 1992 werd het verkocht aan Fugro waarmee een einde kwam aan de eigen vloot van onderzoeksvaartuigen van Heerema. Deze liet het in juni 2018 slopen en verving het met de Fugro Mariner.